# なぎさMe公認
なぎさMe公認（なぎさ みこうにん）は、北崎拓作の漫画作品。1996年（平成8年）16号から小学館の週刊少年サンデーに連載された。単行本は全18巻。
陸上競技と恋愛を織り交ぜた、スポーツラブコメ漫画。恋愛に不器用で、すれ違う少年と少女。スポーツを通じたライバル達との激しい鍔迫り合いなどを絡めた物語が展開する。『サンデー』同誌で連載していた『かってに改蔵』の初期にて、本作が何度か登場したことがある。
作者の祖父は元陸上選手で、「俊敏、隼のごとし」と新聞に掲載されたことがあるほどの800メートルランナーであった、と作者は語っている。その上で、作者の祖父は「陸上競技で一番キツい種目は800（メートル）」であるとも孫である作者に語っていた。作者は、本作の執筆当時の800メートルを走る人から「800メートルはキツい」、「でも一度好きになったらやめられない」と口をそろえて教えられたという。
劇中で方言を使うキャラクターに「兵庫県出身」が多いのは、作者が兵庫県での暮らしが長かったためである、と作者は述べている。

## あらすじ
天才スプリンターの兄を事故で失った少年。彼が早朝のランニング中に出会った少女は、自分の抜きん出た才能にまるで自覚の無い、天真爛漫な主人公。そして、彼の家の隣のアパートに下宿することになっていた。彼女との関わりの中で少年もやがて自ら才能に磨きをかけ、成長をとげて行く。

## 登場人物

### 鎌倉海邦高校
紺野 凪沙（こんの なぎさ）
本作品の主人公。1年B組。長距離選手。通称「なぎさ」。
雅斗の朝練中に出会う。特待生として鎌倉海邦高校に入学し、藤井家（父親と思われる）が経営しているアパートに住む。食事や入浴は専ら藤井家で世話になる。天然ボケで場の空気の読めない面があるが、初対面であるにも拘らず朝練中の雅斗に話し掛けたり、入学時に牧野と早々友好的になるなど、（「馴れ馴れしく親しげに」ではあるが）社交的な面もある。一度見た人の顔を覚えるのが特技。Eカップである。
実家は大分K郡の老舗旅館「紺野」。五人姉弟の長女であり、家族は父、母、下に弟が三人、妹が一人いる。故郷大分K郡の山野を駆け巡り、鍛え上げられた野生児。もっぱら恋愛以外で悩みを抱く事は無い。プライベートにより非常に好不調の波がある（ちなみに不調の理由は大体が雅斗が原因）が、最終的には驚異的な走りをし、国内・海外通じて公式戦では負けたことがないまま作品が終了した。唯一の敗北は同じ高校の先輩である杉浦との非公式の試合だけである。「一回優勝したらチュー」と雅斗に言い迫っている。
作中で他人から名前を平仮名で「なぎさ（ちゃん）」と呼ばれることが多い（自己紹介などを除く）。雅斗に対する呼称は主に「まーくん」であるが、雅斗本人はその呼ばれ方を嫌がっている（第1話など。それ以降はあまり触れられていない）。
物語序盤でのみ、なぎさが話していた大分弁は、連載開始当時の担当編集者の母親の「お国言葉」とのこと。
主人公ゆえ、単行本には全巻の表紙に登場。
藤井 雅斗（ふじい まさと）
本作品のもう一人の主人公。1年A組。短距離（100m競技）から中距離（800m競技）に転向した陸上部員。中学時代にはリレー競技で全国大会に出場した実績を持つものの、自らのミスで優勝を逃す大失態を犯して周囲から白眼視された。100mでも高校1年の校内記録会で11秒0をマークした。長身から繰り出す大きなストライドを武器に走る選手。しかしダッシュ力はなく100mには向いていなかった。そして日本人では稀な100m後半になってもなかなか失速しないスピードの持続力を見込まれ中距離に転向。中距離では、ライバル宮里から学んだ駆け引き能力や闘志を生かし国体・インターハイと活躍を遂げる。後に黛の後任で陸上部主将になる。本人の素質は十分にあるが兄の隼人や紺野凪沙という天才が近くにいることと肝心な場面で大失敗を招くジンクスのせいで、負けてばかりいる自分と比べ大きな苦悩を持っていた。作中では最後には高校生の中距離選手では全国トップクラスという位置づけのようだが、結局、生駒には勝てなかったようだ。
少々頼りない一面を持ちながらも人のよい性格がいいのか、女性から異常にモテており作中の登場人物からも指摘されていた（「キサマも黛と同類じゃ！（黒沢）」「なんで女の人がよってくるのかな（仲田）」）。
単行本では表紙に2・4・6・8・10・最終（18）巻、裏表紙には1・3・5・11・13・15・16巻に登場。
黛 考成（まゆずみ たかなり）
短距離選手。雅斗の一学年先輩。兵庫県出身（兵庫生まれではないらしい）。ピアス・茶髪と遊び人の典型的なルックスであるが、走るフォームの研究・分析に加え自宅でもトレーニングを熱心に行っている努力家。中学時代には、藤井雅斗の兄（隼人）を凌ぐ事を目標にしていたが、全国大会リレー競技で雅斗のミスにより対決は実現しないまま終わった（黛のいる中学が優勝）。神奈川の短距離では地区新記録を出したり、インターハイ決勝（辞退するが）まで進出するなどの実力を持つ選手である。一方で、本番に弱く体調不良を起こしたり、学業成績も芳しくなく、追試を受けたこともある。後に黒沢の後任で陸上部主将になる。
宮里茂樹、リエの兄妹とは昔馴染みであり、それぞれ「茂（しげ）」「リエ坊」と呼ぶ。先述の通り、元々は兵庫県生まれではないためか、茂樹と再会したとき茂樹に「いつから東京弁話すようになったんだ？」と質問されたとき、言葉が標準語と兵庫弁が交ざりながら話したことがある。
単行本には2巻裏表紙に登場。
藤井 隼人（ふじい はやと）
藤井雅斗の兄。1つ年上。「群青の隼」と呼ばれた天才スプリンター。鎌倉海邦高校に特待生として入学が決定していたが、入学を目前にして交通事故に遭い死亡した。彼の主な活躍は単行本12巻掲載の「なぎさMe公認外伝」であり、それ以外は雅斗や由紀子などの回想に登場するのみ。
隼人の死は恋人であった由紀子と弟の雅斗の心に深い傷を遺し、最終的に二人を分かつこととなった。
雅斗にとって最大の目標であると同時に、大きなコンプレックスの一つ（もう一つは凪沙）。
黒沢 直巳（くろさわ なおみ）
100m・200m選手。陸上部男子主将。雅斗の二学年先輩。角刈りに厚唇、長身が特徴。100m・200mでは関東大会に出場した。最終話で杉浦と共にレース観戦している様子が描かれている。
米倉 一馬（よねくら かずま）
短距離選手。雅斗の二学年先輩。雅斗より小柄で糸目が特徴。加速力はあるが、スタミナがない為に後半でバテる傾向がある。親は病院を経営している。
瀬戸 健吾（せと けんご）
雅斗の同級生。1年A組。槍投げ選手。雅斗とは武介と共に中学時代からの親友。雅斗と由紀子の関係を知っている。槍投げにおいては武介同様エラーばかりするので試合では記録一つ残していない。そのため、黒沢には武介と共に学校の恥だから出るなと言われた。スケベでノリが軽い性格であり、その仕草がある描写が多く存在する（例として、黛らと共に女湯を覗こうとしたことなどが挙げられる）。一方、雅斗が由紀子と密会しているところを見るや引き返そうとするなど場の空気を読める。よく武介と一緒に登場することが多く、武介と共に悪ノリで雅斗やなぎさをからかうこともしばしば。雅斗に対する呼称は「藤井」もしくは「雅斗」であり、なぎさとの初対面時には悪ノリで「まーくん」と呼んだこともある。スケベ行動や悪ノリをする役回りが多く、本作品におけるお笑いキャラの一人とも言える。
作中初期においてなぎさ、雅斗以外にすぐに本名が出た人物である。
宮崎 武介（みやざき たけすけ）
雅斗の同級生。1年A組。棒高跳び選手。雅斗とは健吾と共に中学時代からの親友。おかっぱ頭に眼鏡が特徴。棒高跳びにおいては健吾同様エラーばかりするので試合では記録一つ残していない。そのため、黒沢には健吾同様、出るなと言われた。しかし、鎌倉海邦高校優勝の宴にポールで雅斗の家に侵入したときには記録を残せるほどに成功していた（この時なぎさに「その実力を試合で発揮すればいいのに」と思われた）。よく健吾と一緒に登場することが多く、健吾と共に悪ノリで雅斗やなぎさをからかうことがしばしば。雅斗に対する呼称は「藤井」もしくは「雅斗」である。
仲田 貴史（なかた たかふみ）
物語中盤から登場する新入生で雅斗の一学年下の後輩。雅斗と同じく短距離から中距離に転向した選手。中学時代は100m競技の県大会で優勝している。なぎさに惚れてしまったため、雅人にはそれを含めた（というか、それから来ている）一方的なライバル心を抱いていた。才能だけなら雅斗以上と思われ、2年次にはインターハイで生駒、雅斗と熾烈な激戦を繰り広げた模様（どちらが優勝したかは不明）。
単行本の裏表紙には12、13巻に登場。
初登場時は、新入生かつ後輩であるにも拘らず、なぎさ等に対してタメ口で話していたが、次第に敬語で話すようになる。
名前の由来は、作者が800メートルについて教えてもらっている人物・田中貴史から。読者からはサッカー選手の中田英寿が由来だと思われていたが、作者はこれを否定している。作者曰く、モデルとなった田中本人の性格は、本編に登場する仲田のように「軽くはない」とのことを名誉のために記述している。
杉浦 未央（すぎうら みお）
雅斗の二学年先輩。陸上部女子主将。長距離選手。実は特待生試験には落ちている。歴史が好きらしく、なぎさが杉浦との長距離対決に遅刻したときに、なぎさに宮本武蔵を真似したのかと言っていた。なぎさとの対決では作中唯一勝利した。5000mではインターハイ予選で6位。同学年の黒沢に好意を抱いているかのような台詞を言うが、最終話では黒沢とレースをTV観戦していた。
牧野 ちとせ（まきの ちとせ）
雅斗の同級生。1年B組。眼鏡をかけた小太りな少女。砲丸投げ選手。中学時代は体力測定の遠投でクラス1位だった。
中学時代は、その体型からいじめられていた。そのことで高校入学式を前後して出会ったなぎさに「いじめられるのかな?」と恐れていたが、入部試験であきらめかけていたところをなぎさに励まされ、雅斗の助力により入部試験合格となり自信をつけるようになり、なぎさの理解者となる。陸上部を希望した理由は、自身のコンプレックスである小太りな体型を克服するためのダイエット目的であったとのこと。
凪沙と雅斗の関係で勝手にやきもきする事も多く、雅斗がリエとキスした所を見たのをきっかけに悪い方向で度々彼と鉢合わせになる。また、凪沙を心配するあまり、彼女の事（特に雅斗が絡む事）となると必ず首を突っ込み、事態を余計にややこしくしてしまっていた。
飯塚（いいづか）
鎌倉海邦高校陸上部コーチ。雅斗の母の元教え子。学生時代のあだ名は「鎌倉の超特急」。雅斗に中距離800mへの転向を促す。コーチとしての指導力は優秀で、栄養士の資格を持っている。見かけによらずロマンチストなのかメロドラマの大ファンだったり、クラシック音楽に詳しかったりするような一面もある。競馬もたしなんでおり、勝つことも負けることも交互しているが、大勝ちした場合には自身が行かなかった当日の陸上部の合宿にて食費に工面しにきたりしている。
作中では帽子、サングラスをほぼ着用しており、帽子の下はパンチパーマであり、素顔を晒したのは自己紹介時のみである。
「陸上を楽しむ」ことをモットーに指導する。「陸上を楽しむ」ことを忘れて私情に駆られ、なぎさや宮里、兄を理由に陸上をやる雅斗を、生駒戦で敗退してからは反省させるために部を追い出す。その後、「陸上は楽しい」ことを実感し、一皮向けた雅斗を迎え入れる。
単行本には10巻裏表紙に登場。
藤井 佳奈恵（ふじい かなえ）
藤井雅斗・隼人の母親。旧姓は津本（つもと）。鎌倉海邦高校の教師で陸上部の顧問でもある。旧姓は12巻掲載の特別読切「なぎさMe公認外伝」にて判明。

### 神奈川県の人物
宮里 茂樹（みやさと しげき）
稲村浜高校の中距離800m選手。兵庫県出身。雅斗の一学年先輩でライバル。黛とは昔馴染み。雅斗の中距離への素質を見ぬいており、中距離転向を決意した雅斗を快く迎え入れたり、アドバイスや特訓にも惜しみなく付き合うという非常に面倒見のよい性格である。一時期凪沙に好意を抱いており、その面でも雅斗とはライバル関係だった。ウインタースポーツは苦手の様子。
単行本には4・13巻の裏表紙に登場。
宮里 リエ（みやさと リエ）
宮里茂樹の妹。雅斗と同学年だが、兄と同じく稲村浜高校に通う。長距離選手。紺野凪沙に対して競技だけで無く恋の方でもライバル視しているが、雅斗と一つ屋根の下で暮らす凪沙には結局勝てず、最終話で自ら身を引く形で雅斗との関係に終止符を打つことになる。
単行本には9巻表紙、4・5巻裏表紙に登場。
戸塚 賢三郎（とつか けんざぶろう）
藤沢工業高校2年。中距離800m選手。男子校のため女っ気がなく、なぎさや宮里リエからお守りを送られていた雅斗を一方敵に敵対視していた。県大会に出られるほどの実力者。

### 神奈川以外の人物
生駒 玲司（いこま れいじ）
中距離800m選手。世界ジュニア選手権にも出場した選手。国体では宮里・雅斗を下しており、相当な実力を持つ選手。熊本の高校生。背後からのリバーブローで前を走る走者を苦しめていた。
最終的には高校生の中距離選手では日本最強の選手という位置づけをされており、最終話でも雅斗は「優勝できなかった」と言っている。
作中で生駒は「絶対に優勝しなければならない」と言っているが、彼の回想から両親の経営していた会社「生駒工業」が倒産し、貧困な生活をしている描写がある。
単行本16巻の裏表紙に登場。
高城 ミユウ（たかしろ みゆう）
岩手県東ノ宮高校2年。長距離選手。アメリカ人の父と日本人の母を持つハーフ。以前はアメリカで暮らしていたが両親の仕事の都合で日本にやってきた。
モデルもかくやの長身を持ち、その長い脚によるストライド（歩幅）が生み出す走りでレースを支配してしまう事と本人の肌の色から「褐色の魔術師」の異名をもつ。
7～8巻でのなぎさとの初対決で熾烈な激闘を繰り広げた末に数ミリの差で惜敗するが、なぎさの事を認め、同時に倒すべき「強い敵」と認識するようになる。
自身が通う東ノ宮高校の校章は、作者が取材で過去に何度も訪れた岩手県の中尊寺の覆堂（さやどう）に収められている金色堂がモデルとなっている。
単行本には7巻表紙、8巻裏表紙に登場。
宇佐美 悦子（うさみ えつこ）
鳥取県鳥取浜商高校1年。長距離選手。
単行本には7巻裏表紙に登場。

### その他の人物
大江 由紀子（おおえ ゆきこ）
藤井隼人の恋人だった少女。大人びた雰囲気を持つ隼人の同級生（＝雅斗の一つ上の先輩）。昔、雅斗が片思いをしていた。
隼人が亡くなった後も雅斗とは友人関係だったようだが、雅斗に隼人の面影を見てしまったようで付き合い始めるも上手く噛みあわず、結局これに耐え切れなかったことから、自分から別れることになる。凪沙はこの時に自身の雅斗への感情を自覚することになる。その後作中ではしばらく出番がなかったが雅斗が３年生になった頃に再登場し、会わなくなった後も雅斗を見続けてきたと彼への想いを告白するが、自分から雅斗の元を離れていたのが災いし、一つ屋根の下で暮らしていたことで既に凪沙への気持ちが固まっていた雅斗へ想いが通じることはなかった。
高校時代は聖ロザリオという、お嬢様学校として有名な女子高に通っていた（制服は白地のセーラーブレザー）。
単行本には最終巻裏表紙に登場。
本田 勝一（ほんだ かついち）
警察官（厳密には白バイ隊員）。なぎさが走り続けているところを見て関心を持ち、なぎさのファン（と言うよりはストーカー寄りの追っかけ）になる。走りすぎて倒れたなぎさを病院まで搬送し、雅斗が迎えにきて面会したとき、「なぎさのお兄さん」と誤解した。後にインターハイになぎさの応援に度々来ており、最終話ではなんと凪沙の海外のレースの現地に駆けつけていた（職業が警察官であることを考えると驚異的である）。その熱烈なファンぶりは雅斗からも「ストーカーじゃないのか？」と思われており、特に高城ミユウとの激戦の時、なぎさの応援に来た事を一人で語りながら鼻息を荒くしていたため、他校の女子選手から「ちょっと何あれ、ストーカーよ」と白眼視されていた（有給休暇を取っており、本人は「白バイで来たかった」と滅茶苦茶な事をぼやいていた）。

## 単行本
- ISBN・表紙/裏表紙の人物の順。
- 単行本4巻から「パソコンで表紙の人物の色を塗装した」と4巻の帯で作者が供述している。

1. 1996年8月10日発売、ISBN 4-09-125051-3 紺野凪沙/藤井雅斗
2. 1996年9月18日発売、ISBN 4-09-125052-1 紺野凪沙、藤井雅斗/黛孝成
3. 1996年12月10日発売、ISBN 4-09-125053-X 紺野凪沙/藤井雅斗
4. 1997年2月18日発売、ISBN 4-09-125054-8 紺野凪沙、藤井雅斗/宮里茂樹、宮里リエ
5. 1997年6月18日発売、ISBN 4-09-125055-6 紺野凪沙/藤井雅斗、宮里リエ
6. 1997年8月9日発売、ISBN 4-09-125056-4 紺野凪沙、藤井雅斗/紺野敦、紺野美咲、紺野弘樹、紺野芳樹
7. 1997年11月18日発売、ISBN 4-09-125057-2 紺野凪沙、高城ミユウ/宇佐美悦子
8. 1998年1月17日発売、ISBN 4-09-125058-0 紺野凪沙、藤井雅斗/高城ミユウ
9. 1998年4月18日発売、ISBN 4-09-125059-9 紺野凪沙、宮里リエ/藤井雅斗
10. 1998年6月18日発売、ISBN 4-09-125060-2 紺野凪沙、藤井雅斗/飯塚
11. 1998年9月18日発売、ISBN 4-09-125481-0 紺野凪沙/藤井雅斗
12. 1998年11月18日発売、ISBN 4-09-125482-9 紺野凪沙、藤井雅斗/仲田貴史
13. 1999年1月18日発売、ISBN 4-09-125483-7 紺野凪沙/藤井雅斗、宮里茂樹、仲田貴史
14. 1999年3月18日発売、ISBN 4-09-125484-5 紺野凪沙、日向景子/珠堂美冴
15. 1999年5月18日発売、ISBN 4-09-125485-3 紺野凪沙/藤井雅斗
16. 1999年7月17日発売、ISBN 4-09-125486-1 紺野凪沙/藤井雅斗、生駒玲司
17. 1999年10月18日発売、ISBN 4-09-125487-X 紺野凪沙、鷹木こずえ/鷹木、鷹木みすず
18. 1999年11月18日発売、ISBN 4-09-125488-8 紺野凪沙、藤井雅斗/大江由紀子